# Pteris roseolilacina
Pteris roseolilacina är en kantbräkenväxtart som beskrevs av Georg Hans Emmo Wolfgang Hieronymus. Pteris roseolilacina ingår i släktet Pteris och familjen Pteridaceae. Inga underarter finns listade.